# Mariä Heimsuchung (Witoszów Dolny)

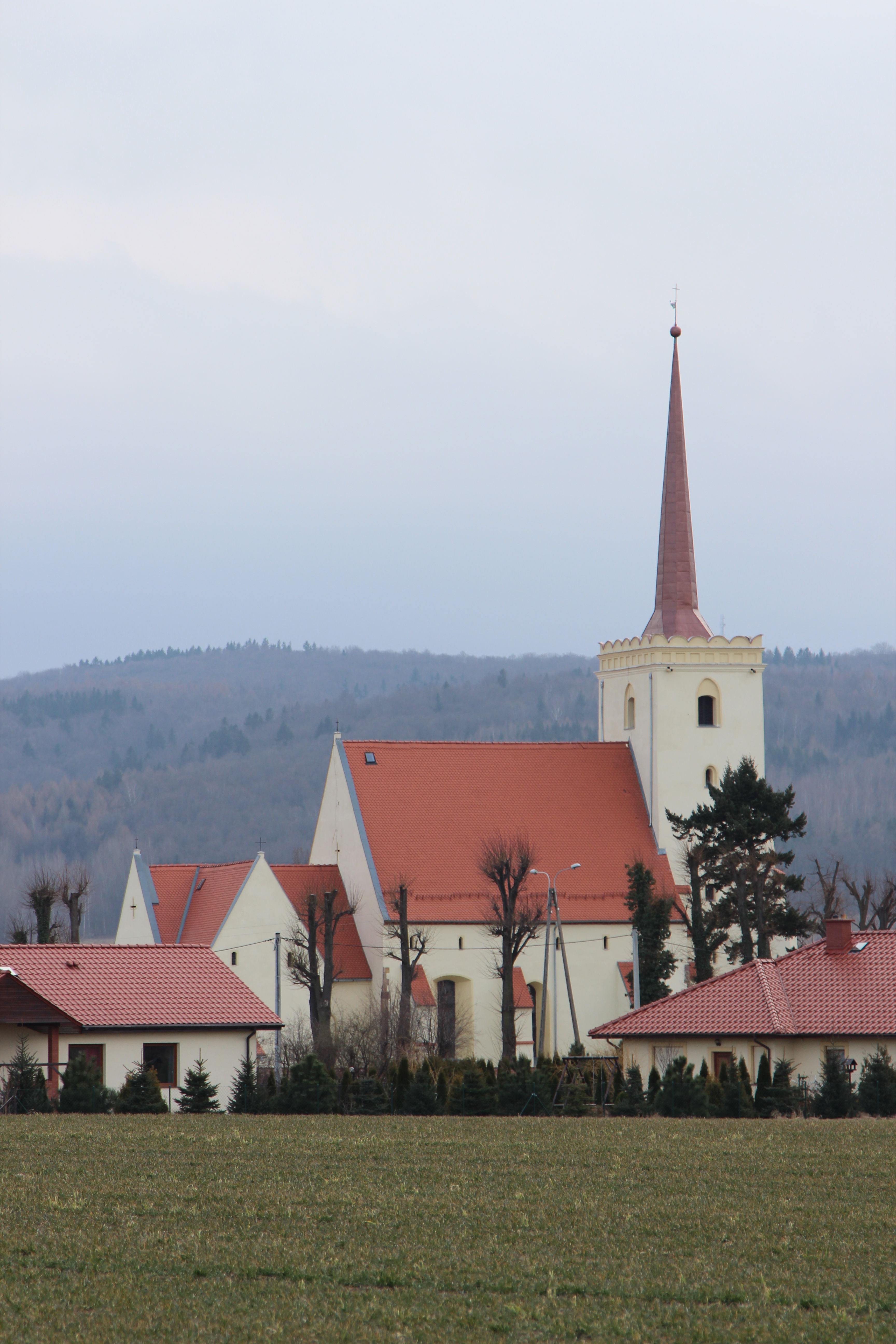
Mariä Heimsuchung in Witoszow Dolny

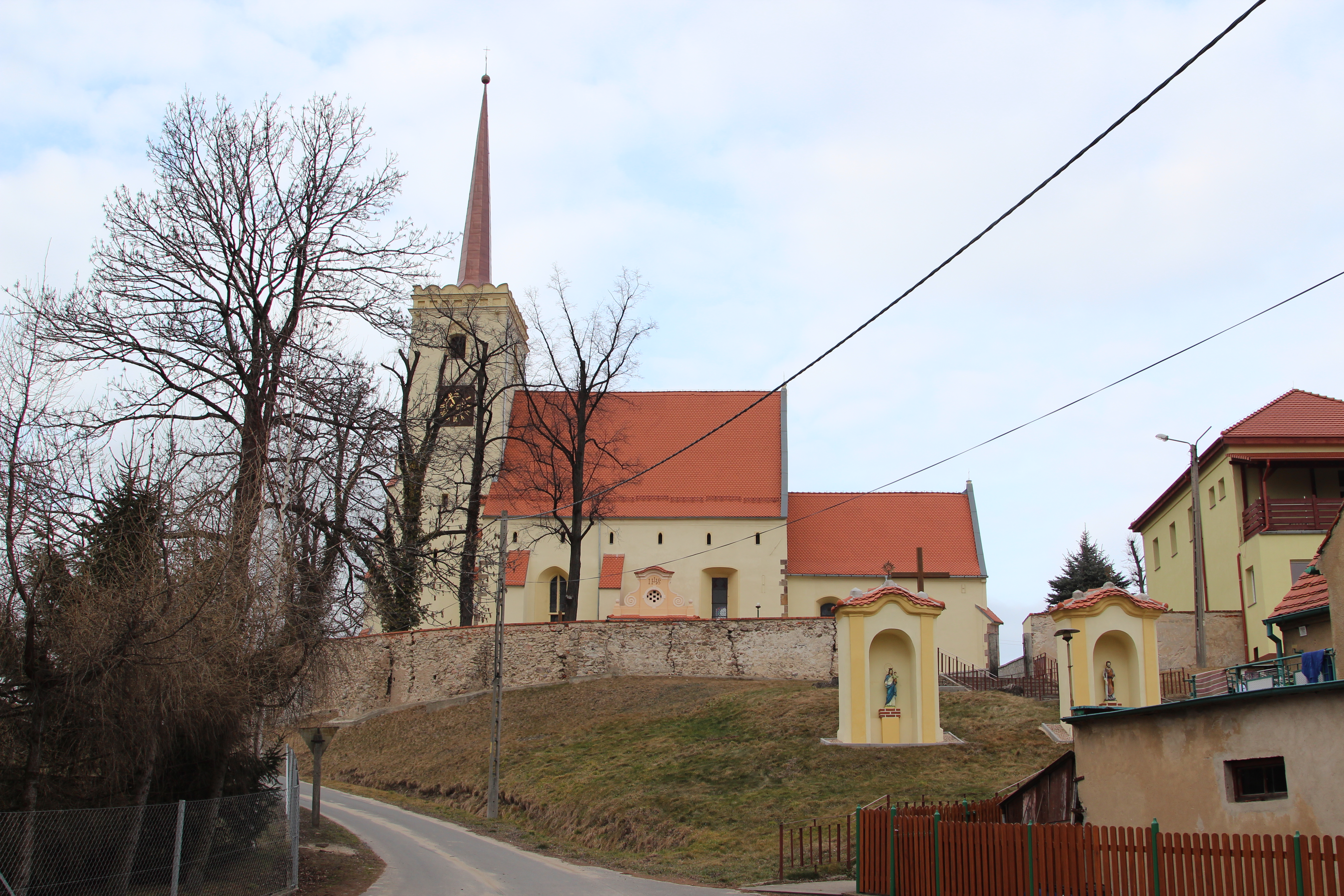
Gesamtansicht

Die römisch-katholische Pfarrkirche Mariä Heimsuchung, vor 1946 Pfarrkirche St. Nikolai und Katharina, in Witoszów Dolny (deutsch Nieder Bögendorf), einem Dorf in der Landgemeinde Świdnica (Schweidnitz) in der Woiwodschaft Niederschlesien, geht auf eine Gründung des 13. Jahrhunderts zurück. Als Baudenkmal ist sie geschützt.

## Geschichte
Im Zuge der Ostkolonisation gründeten deutsche Siedler auf einem Waldstück der Stadt Schweidnitz die Siedlung Bögendorf. Kurze Zeit darauf dürfte auch der Bau eines ersten Gotteshauses erfolgt sein. Seit wann die Kirche unter den zwei Schutzpatronen Nikolaus von Myra und Katharina von Alexandrien stand, ist nicht bekannt. In einer Urkunde von 1268 bestätigte Herzog Wladislaw von Schlesien die dem Breslauer Klarissenstift verliehenen Schenkungen, darunter auch die Pfarrkirchen von Schweidnitz und Bögendorf. Seither stand dem Klarissenstift das Kirchenpatronat und das Präsentationsrecht zu. Die heutige Kirche wurde Mitte des 13. Jahrhunderts im romanischen Stil erbaut. 1318 erscheint in einem Dokument des Breslauer Bischofs Heinrich von Würben, der für einen Altar der Schweidnitzer Pfarrkirche St. Stanislaus und Wenzel Geld spendete, ein Pleban Theodor von Bögendorf als Zeuge. Im 16. Jahrhundert erfolgte die Erhöhung des Langhauses, zugleich erhielt der Turm erhielt ein Konsolenfries. Unter der Amtszeit des Pfarrers Magister Sebastian Angerer wurde die Kirche von Bögendorf 1536 als eine der ersten im Schweidnitzer Land protestantisch. Das Vorzeichen im Stil der Renaissance kam Ende des 16. Jahrhunderts hinzu. 1636 musste die Pfarrkirche den Katholiken zurückgegeben werden. 1651 wurde das Gotteshaus neu geweiht und als Schutzpatronin Maria, Mutter Jesu bestimmt. Da alle Bewohner damals Protestanten waren, blieb die Kirche zunächst unbenutzt. Während des Dreißigjährigen Krieges ging die Ausstattung der Kirche verloren. In einem Bericht vom 13. Januar 1654 heißt es:

„Das Kirchlein gehört der Äbtissin von St. Klara in Breslau, es hat nichts außer drei Glocken, wurde rekonfisziert und von der Äbtissin ein Schweidnitzer Franziskaner präsentiert. Allhier ist in zwanzig Jahren kein Prädikant gewesen. Der an einen kaiserlichen Leutnant vermietete Pfarrhof besitzt drei Hufen. Der Wiedmuth hat zehn Untertanen, die für den Pfarrer Dienste tun, jedoch der Äbtissin zinspflichtig sind. Auf dem Wiedmuth-Acker kann Sommer wie Winter gesät werden.“

1662 verzichtete die Äbtissin des Klarissenklosters zu Gunsten des Jesuitenkollegs auf alle Ansprüche der Pfarrkirchen von Schweidnitz und Bögendorf. Die Entschädigungssumme betrug 6600 Gulden. Mit der Übernahme des zur Filialkirche herabgestuften Gotteshauses 1662/65 durch die Jesuiten siedelten sich wieder Katholiken in Bögendorf an. Die Bevölkerungsmehrheit blieb bis zur Flucht und Vertreibung 1945/47 protestantisch. Ganz Bögendorf war evangelisch zur Friedenskirche vor Schweidnitz gepfarrt. Mit der Aufhebung des Jesuitenordens 1773 fiel das Patronat an die königlich-preußische Regierung bzw. den Fiskus. Bögendorf wurde darauf wieder zur Pfarrei erhoben und erhielt ihren ersten Weltpriester. In einem Prozess von 1835/36 klagte die Kirchengemeinde Bögendorf gegen den Fiskus als Patron, der laut Urteil „für alle Bau- und Reparaturkosten an der katholischen Kirche und an den Pfarrwidum, aufkommen musste, insofern das Vermögen nicht ausreichen sollte“. 1846 wurde die Kirche erweitert. Bis 1946 war die Kirche Adjunkt der Pfarrkirche von Schweidnitz. Von 1963 bis 1963 und 1976 erfolgten Instandsetzungsmaßnahmen.

## Beschreibung
Die mit Strebepfeilern besetzte Kirche besteht aus einem dreijochigen Langhaus, das mit einem Sternnetzgewölbe versehen ist, einem aus zwei quadratischen Jochen bestehenden Chor mit einfachem spätgotischem Kreuzgewölbe und einem an der Westseite quadratischem Turm mit Spitzhelm, der mit Konsolenfries und einem Kranz halbkreisförmiger Zinnen abschließt. Die Ausstattung ist größtenteils aus dem 18. Jahrhundert im Barockstil gehalten. An der Außenseite befindet sich ein Grabstein mit Flachbild für die 1617 verstorbene Anna Gelhorn geb. Peterswalde.